# Paul Vojta

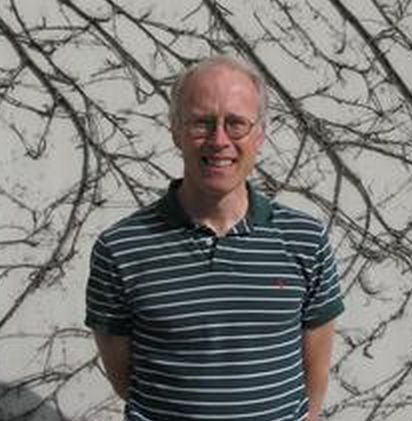
Paul Vojta 2008

Paul Alan Vojta (* 30. September 1957) ist ein US-amerikanischer Mathematiker, der auf dem Gebiet der Zahlentheorie und arithmetischen algebraischen Geometrie arbeitet.

## Leben und Werk
Vojta studierte zunächst an der University of Minnesota (Bachelor 1978). Danach studierte er an der Harvard University, wo er sein Studium mit dem Master-Abschluss 1980 und der Promotion 1983 bei Barry Mazur abschloss. Anschließend war er bis 1986 Gibbs-Instructor für Mathematik an der Yale University. 1989 war er Assistenzprofessor an der University of California, Berkeley und ab 1992 dort ordentlicher Professor. 1996/7 und 1989/90 war er am Institute for Advanced Study in Princeton, New Jersey.
Vojta erregte durch seine Arbeiten zur Zahlentheorie und arithmetischen Geometrie Aufmerksamkeit. Er konnte Analogien zwischen der Wertverteilungstheorie von Rolf Nevanlinna in der Funktionentheorie (und im höherdimensionalen Fall allgemein zur hyperbolischen Geometrie) und der diophantischen Geometrie (Satz von Thue-Siegel-Roth in der Form von Freeman Dyson) aufzeigen, die zu einem neuen Beweis der Mordellvermutung (Faltings-Theorem) führten (im Funktionenkörper- und Zahlkörper-Fall).
Er war 1977 Putnam Fellow. 1992 erhielt er den Colepreis in Zahlentheorie. 1990 hielt er eine Invited Lecture auf dem Internationalen Mathematikerkongress in Kyoto über Arithmetic and hyperbolic geometry. 1975 gewann er mit dem US-Team den 3. Platz bei der Mathematik-Olympiade in Bulgarien. Er ist Fellow der American Mathematical Society.
Als Programmierer ist er Autor des dvi-Previewers xdvi (dvi ist das Format für TeX-Dateien).

## Schriften
- A higher dimensional Mordell conjecture in Cornell, Silverman (Hrsg.) Arithmetic geometry Springer, 1986, 1998
- Diophantine approximations and value distribution theory, Springer Lecturenotes in Mathematics Nr. 1239, 1987, ISBN 0-387-17551-2
- Dysons Lemma for products of two curves of arbitrary genus, Inv. Math., Band 98, 1989, S. 107–114
- Mordells conjecture over function fields, Inventiones Mathematicae Band 98, 1989, S. 115
- Siegels theorem in the compact case Annals of Math. Bd. 133, 1991, S. 509–548 (neuer Beweis des Satzes von Faltings/Vermutung von Mordell)
- Integral points on subvarieties of semiabelian varieties, Teil 1, Inv. Math., Band 126, 1996, S. 133–181
- Nevanlinna theory and Diophantine Approximation, in Schneider, Siu (Hrsg.) Several complex variables, MSRI Publications 1999, online
- Recent developments in the relation between diophantine problems and Nevanlinna theory, Vortrag MSRI 1998
- A more general ABC conjecture, Int. Math. Research Notes, Band 21, 1998, S. 1103–1116
- On the ABC conjecture and diophantine approximation by rational points, Am. J. Math., Band 122, 2000, S. 843–872, Correction Band 123, 2001, S. 383–384